# Богате (Самарська область)
Богате (рос. Богатое) — село в Богатівському районі Самарської області Російської Федерації.
Населення становить 5594 особи. Входить до складу муніципального утворення сільське поселення Богате.

## Історія
Від 2005 року входило до складу муніципального утворення сільське поселення Богате.

## Населення
| 1959 | 1970  | 1979  | 1989  | 2002  | 2010  | 2021  |
| ---- | ----- | ----- | ----- | ----- | ----- | ----- |
| 2452 | ↗5852 | ↗6176 | ↗6333 | ↗6441 | ↘5922 | ↘5594 |